# Bang Chan
Christopher Chan Bahng (* 3. Oktober 1997 in Seoul, Südkorea), bekannt unter seinem koreanischen Namen und zugleich Künstlernamen Bang Chan (Hangeul: 방찬) ist ein südkoreanisch-australischer Popsänger, Rapper, Songwriter, Producer und Komponist. Der Korea Music Copyright Association (KOMCA) zufolge wirkte Bang Chan bis November 2024 bei 157 Liedern mit. Er ist der Leader der achtköpfigen Boygroup Stray Kids (Hangeul: 스트레이 키즈), die 2017 unter dem Label JYP Entertainment gegründet wurde und 2018 ihr Debüt erfuhr. Er ist auch Mitglied eines eigenen Produktionsteams, welches auch eine Untereinheit von Stray Kids bildet, 3RACHA.

## Leben
Bang Chan wurde als ältester Sohn von drei Kindern in Südkoreas Hauptstadt Seoul geboren. Er hat eine jüngere Schwester, Hannah und einen jüngeren Bruder, Lucas. Während seiner Kindheit zog die Familie nach Sydney, Australien um. Bang Chan spricht fließend Englisch und Koreanisch, er kann aber auch Japanisch und etwas Chinesisch. Er besuchte die Newtown High School of the Performing Arts in Sydney, Australien, bis er 2010 nach Südkorea zog. Von da an ging er zur Cheongdam High School in Seoul.

## Karriere

### 2010–2017: Trainee-Zeit
Im Jahr 2010, im Alter von 13 Jahren, bestand er ein lokales Vorsingen in Australien für das K-Pop-Label JYP Entertainment (JYPE). Trotz seines jungen Alters zog er nach Südkorea, um bei JYP Entertainment zu trainieren. Während seiner Zeit bei der Firma schloss Chan viele enge Freundschaften, darunter mit 2PM, TWICE und DAY6. Chan trainierte sieben Jahre lang bei JYPE, bis er im Zuge der Reality-TV-Show „Stray Kids“ Mitglied (und sogar Leader) der gleichnamigen Boygroup wurde. Anders als bei den üblichen Survival-Shows, konzentrierte sich „Stray Kids“ nicht auf das Finden von Mitgliedern für eine Boygroup, sondern zeigte, wie sich bereits von Bang Chan ausgewählte Musiker und Tänzer auf ihr Debüt vorbereiteten und am Ende auch gemeinsam debütierten.
Bereits 2016 gründete Bang Chan mit zwei seiner Trainee-Kollegen (Han Jisung und Seo Changbin) eine Hip-Hop-Gruppe namens 3RACHA, welche seit der Gründung von Stray Kids weiterhin als eine Untereinheit der Boygroup existiert. Sie ist das eigene Produktionsteam der achtköpfigen Gruppe, veröffentlicht aber auch eigene Songs auf Soundcloud. Er gehört zu der koreanischen Boygroup Stray Kids (2018) die bis heute noch Lieder schreibt und gleichzeitig auch tanzt.

### Seit 2018: Stray Kids
Am 25. März 2018 gab Bang Chan mit dem Mini-Album I am NOT sein lang erwartetes Debüt als Leader, Leadsänger, Leadtänzer, Komponist, Texter und Rapper der Boygroup Stray Kids.

## Filmografie
Reality-Shows
- Stray Kids (2017, Mnet)
- The 9th (2018, Naver V Live)
- Intro: I Am Not (2018, Naver V Live)
- SK-TALKER (2018, Naver V Live)
- Spot Kids (2018, Youtube)
- The 9th Season 2 (2018, Naver V Live)
- Intro: I Am Who (2018, Naver V Live)
- SKZ-TALKER (2018, Naver V Live)
- SKZ’s Honey Tips (2018, Naver V Live)
- The 9th Season 4 (2019, Naver V Live)